# Étienne Dagon
Étienne Dagon, född 13 september 1960 i Biel, är en schweizisk före detta simmare.
Dagon blev olympisk bronsmedaljör på 200 meter bröstsim vid sommarspelen 1984 i Los Angeles.